# ポーランド亡命政府

ポーランド亡命政府
Rząd Rzeczypospolitej Polskiej na uchodźstwie (ポーランド語)

国歌: Jeszcze Polska nie zginęła（ポーランド語）
ポーランドは未だ滅びず

ポーランド亡命政府（ポーランドぼうめいせいふ、ポーランド語: Rząd Rzeczypospolitej Polskiej na uchodźstwie）は、1939年のポーランド侵攻後のドイツ国及びソビエト連邦による国土の分割占領により、ポーランド第二共和国政府を継承して組織された亡命政府である。
ポーランド亡命政府は、ポーランド地下国家と国内軍の組織構造を通し、第二次世界大戦期間に影響力があったとされる。終戦後、ポーランドはソ連の衛星国ポーランド人民共和国の管理下となり、亡命政府は存在したが影も薄く影響力も無かった。共産主義支配の終了後、亡命政府は正式に責務を新政府の第3共和制に移行した。
ポーランド亡命政府は1939年にパリで発足し、1940年にアンジェに移転。その後、1940年から1990年までの間はロンドンを拠点とした。

## 歴史
独ソ両国のポーランド侵攻を受け、1939年9月17日、ポーランド大統領イグナツィ・モシチツキは上院議長ヴワディスワフ・ラチュキェヴィチを、憲法規定に従い後継指名する。9月30日、モシチツキの辞任を受けたラチュキェヴィチは、亡命先のパリにおけるポーランド大使館で大統領への就任を宣誓し、首相にヴワディスワフ・シコルスキを任命。ポーランド亡命政府が発足する。ポーランド海軍の大部分は脱出していたためこれを指揮下に収め、さらに脱出に成功した一部の陸軍将兵も指揮下に入る。翌年アンジェに移転。そしてフランスが降伏しヴィシー政権が立ち上がると、ロンドンに移された。
1939年、ソ連のポーランド侵攻により亡命政府はソ連と外交を断絶する。
ほとんどのポーランド海軍は英国へ逃げた。数万のポーランド軍人らはハンガリーやルーマニアを越えて逃げ、フランスで続けて戦った。多くは同盟国ノルウェー軍の戦いに参戦した。バトル・オブ・ブリテン、大西洋の戦い、アフリカではトブルク包囲戦、イタリアのアンコーナやモンテ・カッシーノの戦いなど他の同盟国と共に戦った。ポーランドとソ連は、シコルスキー・マイスキー協定により、ソ連管理下に置かれたポーランド市民の解放およびナチス・ドイツに抗戦する同盟軍の軍隊を組織する。
亡命政府は、政治的にはポーランド農民党、ポーランド社会党(PPS)、労働党、国民党の連立となった。
1940年11月、シコルスキはチェコスロバキア亡命政府との同盟に調印した。シコルスキの政治的ゴールは、ポーランド・チェコスロバキア連合から始まる中・東欧連合（Central and Eastern European federation、Międzymorze）だった。Międzymorzeの中・東欧連合に参加招待された国は、バルト三国（リトアニア、ラトビア、エストニア）、フィンランド、ベラルーシ、ウクライナ、ハンガリー、ルーマニア、ユーゴスラビア、チェコスロバキアである。
1941年、ドイツがソ連を攻撃した（独ソ戦）。これを機に亡命政府はソ連との外交関係を築く。
1941年12月11日、ポーランド亡命政府が日本に宣戦布告した。
ポーランド軍人は独ソ両国の捕虜となっていたが、独ソ開戦に際し、ソ連側の捕虜は連合国側の戦力に目されるが、ナチス・ドイツとの秘密議定書により本土を蹂躙したソ連の指揮下で戦うことは無理があるため、英ソの勢力が隣り合っていたイランにおいてイギリスに引き渡された。彼らはポーランド亡命政府の指揮下に収められ、エルヴィン・ロンメルのドイツアフリカ軍団の抗戦（北アフリカ戦線、ガザラの戦い）において英国のために戦った。この軍隊は、後にポーランド第2軍団となり連合国と共に戦う。
戦時中、特に1942年にユダヤ人のホロコースト進行中の同盟軍に派遣した。
1943年、ドイツはカティンの森で、ソ連に虐殺された多数のポーランド軍人捕虜の死体を発見した事を公表した。ソ連は、ドイツの仕業であると主張し、亡命政府に同調を要求したが、拒否されたため亡命政府と断交した。1943年、亡命政府とポーランド軍のリーダーであったシコルスキを含む政府・軍関係者13人が飛行機事故(en)で亡くなった。
1942年 - 1945年、ロンドンのポーランド亡命政府内に、ユダヤ人救済委員会の「ジェゴタ」は組織された。このメンバーには、後の外務大臣（1999-2001年）ヴワディスワフ・バルトシェフスキを含む。

1943年 - 1944年、同盟国のウィンストン・チャーチルはソ連と亡命政府の会談再開を試みたが、幾つかの問題（カティンの森事件、領土問題など）により放棄された。亡命政府の党首ミコワイチクは領土問題において拒否した。
1944年8月には東側からナチス・ドイツを攻めるソ連の呼び掛けに応じ亡命政府の国内軍主導によりワルシャワ蜂起が起きるが、ソ連のワルシャワ進撃がなかったため、国内軍と多数のワルシャワ市民が犠牲となる。11月ミコワイチクはソ連に不信を持つにもかかわらず辞任、ポーランドに戻りソ連占領下の新政府の挙国一致臨時政府において副首相となり、首相は社会党のモラフスキ、もう1人の副首相は共産主義者のリーダー、ゴムウカとなる。
1945年6月、亡命政府と共産主義系のルブリン政権が合同し、挙国一致臨時政府(RTRP)が成立した。ルブリン政権発足当初は、ボレスワフ・ビェルト（ソ連のNKVDエージェント）が国家評議会議長に就任し、労働者党書記長をヴワディスワフ・ゴムウカが務めた。
1945年7-8月のポツダム会談までにポーランドはソビエトの勢力範囲となり、亡命政府の放棄は西欧の背信行為（en:ProvisionalWestern betrayal）と批難された。
1945年、国内軍は切り捨てられ、ソ連の傀儡政権であった共産政権側による亡命系の大臣や政治家の逮捕や国外追放などで安全な帰国ができず、さらに7月、英国とアメリカ合衆国は亡命政府に対する正統政府としての承認を取り下げた。ロンドンのポーランド人はポーランド大使館から撤退しなければならなかった。亡命政府系のポーランド人の多くはアメリカ合衆国等に移住した。
東欧革命の流れで1990年に共産主義政権が崩壊、レフ・ヴァウェンサ（レフ・ワレサ）政権（ポーランド第三共和国）が成立した。これに伴い、亡命政府大統領のリシャルト・カチョロフスキはそれまで保持していた政権の正統性を示すレガリア（1918年ポーランド憲法〈ポーランド第二共和国憲法〉正文、ポーランド国旗正旗など）を第三共和国へと承継し、その役割を終えて消滅した。ワレサ政権は成立式典にポーランド亡命政府を招き、自らを第二共和国の正統な後継者として位置づけたが、前共産主義政権のヴォイチェフ・ヤルゼルスキ前大統領の式典招待はなかった。
亡命政府の歴代大統領はポーランドの大統領一覧へ
亡命政府の歴代首相はポーランドの首相一覧へ